# Ricordati di me
Ricordati di me (dt.: „Erinnere dich an mich“) ist ein italienischer Film aus dem Jahr 2003 über die emotionalen Probleme einer vierköpfigen Mittelstandsfamilie. Regie führte Gabriele Muccino (Ein letzter Kuss, 2001; Das Streben nach Glück, 2006).

## Handlung
Carlo und Giulia Ristuccia sind seit zwanzig Jahren verheiratet. Carlo arbeitet ohne jedes Interesse in seinem Beruf als Finanzberater und träumt von der Vollendung seines ersten Romans, der seit Jahren als Fragment in der Schublade liegt. Seine Frau findet das Buch nicht gut. Giulia ist Lehrerin und würde gern ihre frühere Arbeit am Theater wieder aufnehmen, ihr fehlt dazu jedoch der Mut. Während eines Streits behauptet Carlo, sie habe als Schauspielerin ohnehin nichts getaugt. Die 17-jährige Valentina will unbedingt Karriere vor der Kamera machen, doch ihre Mutter ist dagegen. Valentina meint, Giulia sei bloß eifersüchtig auf ihre eigene Tochter. Bei einem Massen-Casting für ein Engagement als Tänzerin in einer Fernsehshow fällt sie durch, kann aber vielversprechende Kontakte knüpfen. Ihr 18-jähriger Bruder Paolo hat sich unglücklich verliebt in eine Schulkameradin, die ihn wegen seiner Minderwertigkeitskomplexe aber nicht weiter beachtet.
Bei einem Klassentreffen begegnet Carlo seiner Jugendliebe Alessia wieder, die er seit sechs Jahren nicht gesehen hat. Alessia steckt selbst in einer unglücklichen Ehe mit zwei kleinen Kindern fest. Carlo und Alessia nehmen ihre frühere Beziehung wieder auf. Alessia ermutigt Carlo, sein Buch zu beenden. Carlo wirft nach einem Streit mit seinem Partner den Job hin.
Als Giulia von der Affäre ihres Mannes erfährt, ist dies nach ihrer Zählweise bereits die „dritte Krise“ ihrer Ehe. Schon früher suchte Giulia Trost in oberflächliche Beziehungen, weil deren Flüchtigkeit sogar ihr Leben mit Carlo als vergleichsweise „würdig“ erscheinen ließ. Diesmal wirft sie sich überstürzt einem Theaterregisseur an den Hals, nicht ahnend, dass er homosexuell ist. Sie erfährt eine freundliche Zurückweisung, wird jedoch ermutigt, wieder als Schauspielerin zu arbeiten.
Valentina schläft sich bis zum Moderator jener populären Gameshow durch, bei deren Casting sie nicht landen konnte. Dabei erträgt sie jede Erniedrigung, nur um eine neue Chance zu bekommen. Paolo plant für seinen Geburtstag eine unvergessliche Party. Dazu stiehlt er seinen Eltern Geld, um eine ausreichende Menge Haschisch zu besorgen.
Alessia verlässt ihren Mann und nimmt die Kinder mit. Sie fordert Carlo am Telefon auf, sich sofort mit ihm zu treffen. Über das Telefonat kommt es zwischen Carlo und Giulia zum Streit und zu Handgreiflichkeiten. Von seiner Frau verfolgt, läuft Carlo in ein heranfahrendes Auto und trägt schwere Verletzungen davon. Alessia wartet vergeblich auf ihn.
Während seiner Rekonvaleszenz wird Carlo im Krankenhaus von Giulia mit Hingabe gepflegt. Nach anfänglichen Schwierigkeiten meistert sie auch ihre Theaterrolle. Valentina überzeugt bei einem erneuten Vortanzen die Macher der Gameshow und bekommt ihren ersten Auftritt im Fernsehen. Bei Paolos Party ziehen die meisten Besucher samt seiner Angebeteten ab, als der „Stoff“ zur Neige geht. Doch Paolo lernt ein anderes Mädchen kennen.
Carlo wird wieder gesund und kehrt in seinen Beruf zurück. Bei den Einkäufen zur nächsten Weihnachtsfeier trifft er Alessia in einem Supermarkt. Sie lebt jetzt mit ihren Kindern in seiner Nachbarschaft. Carlo wird klar, dass sich seine eigene Situation nicht verändert hat. Kurz vor der Bescherung ruft er Alessia an, die zu einem erneuten Treffen bereit ist. Bei der Feier im Kreis seiner Familie bringt Carlo nur mit Mühe ein Lächeln für die Videokamera zustande.

## Kritiken
Die New York Times nannte den Film eine grobe, aber innovative Mischung aus Farce, Satire und Drama. Ricordati di me sei ein lauter Film und das angemessene Porträt einer oberflächlichen Kultur, in der man schreien müsse, um gehört zu werden. Nicoletta Romanoff spiele die verstörendste Rolle in dem Film, stehle ihren Partnern mehr oder weniger die Schau und sei absolut glaubwürdig „als italienisches Nach-Britney Material Girl“.

## Hintergrund
Ricordati di me, gedreht mit einem Budget von ca. 5 Mio. Euro, erreichte nach der Premiere am 11. Februar 2003 in Italiens Kinos mehr als 1,6 Mio. Zuschauer. In Deutschland lief der Film im September 2003 im offiziellen Programm beim Filmfest Hamburg unter seinem Originaltitel. Unter dem Programmtitel Ricordati di me – Was ich mal wollte wurde der Film 2005 im Rahmen des Tourneefestivals „Cinema! Italia!“ in zahlreichen deutschen Kinos in der Originalversion mit Untertiteln gezeigt. 2004 ist der Film als Region 2-DVD wieder unter dem Titel Ricordati di me mit deutschen und französischen Untertiteln erschienen. Eine RC2-DVD für den britischen Markt erschien 2006 unter dem Titel „Remember Me“. In den USA lautet der Verleih- und DVD-Titel des Films „Remember Me, My Love“. Eine deutsche Synchronfassung existiert bislang nicht.

## Auszeichnungen
- 2003: Die Vereinigung italienischer Filmjournalisten verlieh drei Nastri d’Argento: an Domenico Procacci als „Bester Produzent“, an Monica Bellucci als „Beste Nebendarstellerin“ sowie an Heidrun Schleef und Gabriele Muccino für das „Beste Drehbuch“. Der Film war in sechs weiteren Kategorien nominiert.